# Lijst van voetbalinterlands Kameroen - Sovjet-Unie
Deze lijst van voetbalinterlands is een overzicht van alle officiële voetbalwedstrijden tussen de nationale teams van Kameroen en de Sovjet-Unie. De landen speelden een keer tegen elkaar, te weten een groepswedstrijd tijdens het Wereldkampioenschap voetbal 1990 op 18 juni 1990 in Bari (Italië).

## Wedstrijden
| № | Plaats | Datum        | Competitie | Wedstrijd              | Uitslag |
| - | ------ | ------------ | ---------- | ---------------------- | ------- |
| 1 | Bari   | 18 juni 1990 | WK 1990    | Kameroen – Sovjet-Unie | 0 – 4   |

## Samenvatting
| Competitie   | Totaal gespeeld | Winst Kameroen | Gelijk | Winst Sovjet-Unie | Doelsaldo Kameroen – Sovjet-Unie |
| ------------ | --------------- | -------------- | ------ | ----------------- | -------------------------------- |
| WK-eindronde | 1               | 0              | 0      | 1                 | 0 − 4                            |
| Totaal       | 1               | 0              | 0      | 1                 | 0 − 4                            |